# Werner Ehrhardt (musicien)
Pour les articles homonymes, voir Werner Ehrhardt et Ehrhardt (nom de famille).
Werner Ehrhardt (Cologne, 1957) est un violoniste et chef d'orchestre allemand.

## Biographie
Werner Ehrhardt reçoit sa formation de violon baroque avec Franzjosef Maier à Cologne et avec Sigiswald Kuijken. Il étudie la direction d'orchestre auprès de Karl Heinz Bloemeke. Il complète ses études au violon  avec Kató Havas et Renate Peter.
Werner Ehrhardt s'est produit en tant qu'invité, avec de nombreux orchestres internationaux, notamment le Staatsopernorchester Stuttgart, ainsi qu'à Genève, du Luxembourg, à Hambourg et à Berne. Il a travaillé avec des Solistes tels que Daniel Hope, Viktoria Mullova, Uri Caine, Xavier de Maistre, Edita Gruberová, Chen Reiss, Christine Schäfer, Vesselina Kasarova, Núria Rial, Simone Kermes, Daniel Müller-Schott, Eva Mei, Magdalena Kožená, Barbara Hendricks, Andreas Scholl, Olli Mustonen, Christiane Oelze, Thomas Zehetmair, Eva Mei, Yair Dalal, Laura Aikin, Valer Sabadus, Rafaela Milanesi, ainsi qu'avec le RIAS Kammerchor et le Tölzer Knabenchor.
En 1985, Werner Ehrhardt dirige le désormais prestigieux orchestre de chambre, le Concerto Köln. Sous sa direction artistique, il invente un style d'interprétation  caractéristique de l'interprétation historique. Il réalise avec le Concerto Köln et son propre ensemble l'arte del mondo, créée en 2004, plus de 60 enregistrements dans les répertoires de l'opéra, l'oratorio et la symphonie concertante, souvent récompensé par des prix internationaux. Parmi ses enregistrements figurent quelques redécouvertes de compositeurs oubliés.
En 2007, Werner Ehrhardt avec le Concerto Köln, s'est vu attribuer un prix ECHO Klassik dans la catégorie « Musique ancienne » de l'Année pour la gravure de Il divino boemo de Josef Mysliveček.

## Discographie (sélection)
- Kraus, Quatre Symphonies, en ut mineur, mi-bémol majeur, ut majeur et ré majeur - Concerto Köln (1991, Capriccio CD 10 396)
- Gossec, Symphonies en do mineur, en ré majeur « La Chasse », en fa majeur « Mirza » - Concerto Köln (2003, Capriccio)
- Méhul, L'Irato ou l'Emporté (Capriccio) (OCLC 718399993)
- Eichner, 4 symphonies (Capriccio) (OCLC 742900983)
- Kraus, Cantates : Olympie (ext.), La Gelosia, La Primavera, La Scusa, La Pesca - Simone Kermes, soprano ; L'arte del mondo, dir. Werner Ehrhardt (Phoenix)
- Kraus, Amphitryon (musique de scène, intermèdes et divertissement) - Chantal Santon, soprano ; Georg Poplutz, ténor ; Bonner Kammerchor (Phoenix Music Media) (OCLC 936977490) — premier enregistrement mondial
- Wilms, Symphonies nos 6 & 7 - Concerto Köln (14-17 février 2003, Archiv Produktion 474 508-2 / Brilliant Classics BRIL93778) (OCLC 56569793 et 663904581)
- Paisiello, Passio di San Giovanni : the Assisi passion - Trine Wilsberg Lund (Testo) ; Monika Mauch (Cristo) ; Jörg Schneider (Pilato) ; Vocalconsort Berlin ; L'Arte del Mondo (concert, Cologne 13-14 avril 2006, Capriccio)
- Eichner, 4 symphonies [nos 8, 11, 19, 31] - L'arte del mondo (27-29 novembre 2008, Capriccio 5021)
- Amor oriental : Haendel alla turca - Juanita Lascarro, soprano ; Ahmet Özhan, chanteur ; Florin Cezar Ouatu, contreténor - Pera Ensemble ; Ensemble l'Arte del Mondo (concert Berlin, 13 octobre 2010, DHM/Sony) (OCLC 762586169)
- Notte veneziana : Antonio Vivaldi, Elias Parish Alvars, Remo Giazotti, Félix Godefroids... Xavier de Maistre, harpe ; L'arte del mondo (2012, Sony)
- Mysliveček, Medonte - L'arte del Mondo (2012, 2 CD DHM/Sony 88697861242) (OCLC 858148141)
- Kraus, Funeral cantata for Gustav III - L'arte del mondo (2013, Sony)
- Gluck, La clemenza di Tito - L'arte del mondo (2014, 4 CD Sony)
- Max Richter, Vivaldi, the four seasons - L'arte del mondo. (2014, DVD-Video Deutsche Grammophon)
- Sperger, Symphonies (DHM) (OCLC 958029274)